# دانشگاه علامه اقبال
دانشگاه علامه اقبال (به اردو: جامعہ علامه اقبال) (به انگلیسی: Allama Iqbal Open University)، نام یکی از اصلی‌ترین دانشگاه‌ها در کشور پاکستان است که در سال ۱۹۷۴ در شهر اسلام‌آباد تأسیس شد. 
دانشگاه علامه اقبال، دانشگاهی دولتی است و زبان درسی در این دانشگاه، اردو می‌باشد.این دانشگاه از لحاظ تعداد دانشجویان رتبه دوم را در جهان دارا می‌باشد .